# Marcus Valerius Maximus Lactuca
Marcus Valerius Maximus Lactuca war ein dem Patriziergeschlecht der Valerier entstammender, im 5. Jahrhundert v. Chr. lebender Politiker der frühen römischen Republik. Im Jahr 456 v. Chr. amtierte er als Konsul.

## Leben
Nach der Filiationsangabe der Fasti Capitolini führte der Vater des Marcus Valerius Maximus Lactuca das Pränomen Manius und sein Großvater das Pränomen Volusus. Demnach war er ein Sohn des Diktators von 494 v. Chr., Manius Valerius Maximus. Sein Cognomen ist von der Pflanzengattung Lactuca (Lattich) abgeleitet.
458 v. Chr. soll Marcus Valerius Maximus Lactuca laut dem römischen Geschichtsschreiber Titus Livius die Quaestur bekleidet und dabei Titus Quinctius Capitolinus Barbatus zum Amtskollegen gehabt haben. Quinctius Capitolinus war bereits dreimal Konsul gewesen und habe nun als Quästor die Anklage gegen den falschen Zeugen Marcus Volscius Fictor sehr nachdrücklich betrieben, weil dieser als Belastungszeuge gegen seinen Gentilgenossen Kaeso Quinctius aufgetreten war und dessen Exilierung bewirkt hatte. Dionysios von Halikarnassos, der die Geschichte der frühen römischen Republik ebenfalls ausführlich behandelt, berichtet über die Verurteilung des Volscius nur beiläufig, wobei er Quinctius und Valerius nicht nennt. Die Historizität dieses Ereignisses ist ebenso wie die Quästur des Valerius sehr zweifelhaft.
Das höchste Amt seines cursus honorum, das Konsulat, erreichte Valerius 456 v. Chr.; sein Amtskollege war Spurius Verginius Tricostus Caelimontanus. Die erste Säkularfeier (ludi saeculares) soll nach einer von Kaiser Augustus 17 v. Chr. veranlassten neuen Rekonstruktion der Geschichte der römischen Spiele während des Konsulates des Valerius gefeiert worden sein. Dionysios von Halikarnassos zufolge hatten Valerius und sein Amtsgenosse Verginius während ihres Konsulats angeblich einen Disput mit dem Volkstribunen Lucius Icilius wegen dessen lex de Aventino publicando, welche die Zuweisung des Aventin an die Plebs vorsah. Weil Livius keinen entsprechenden Parallelbericht bietet und dem Konsulatsjahr des Valerius sogar einen ruhigen Verlauf bescheinigt, dürfte die Darstellung des Dionysios unhistorisch sein.
Valerius’ Sohn Marcus Valerius Lactuca Maximus war 437 v. Chr. Suffektkonsul.